# Djuptjärnen (Vänjans socken, Dalarna, 676231-139719)
Djuptjärnen är en sjö i Mora kommun i Dalarna och ingår i Dalälvens huvudavrinningsområde.